# Les Herbiers
Les Herbierslà một xã của Pháp nằm trong département Vendée và vùng Pays de la Loire. Xã này có diện tích 88,78 km², dân số năm 2006 là 14.833 người. Xã nằm ở khu vực có độ cao trung bình 110 mét trên mực nước biển.
Danh xưng dân địa phương trong tiếng Pháp là herbretais.

## Biến động dân số
| Năm | 1962  | 1968  | 1975   | 1982   | 1990   | 1999   | 2006   |
| --- | ----- | ----- | ------ | ------ | ------ | ------ | ------ |
| Dân số | 8 224 | 9 050 | 10 599 | 12 049 | 13 413 | 13 932 | 14 833 |
| From the year 1962 on: No double counting—residents of multiple communes (e.g. students and military personnel) are counted only once. |       |       |        |        |        |        |        |